# Knytkonferens
En knytkonferens eller okonferens är en deltagardriven mötesform. Till skillnad från en traditionell konferens bestäms dagordningen och eventuella talare på plats av deltagarna. Tanken är att främja kreativitet och möten mellan människor samt att utnyttja den samlade kunskap som finns i en grupp. 
Benämningen knytkonferens är en referens till knytkalas där alla deltagare tar med sig något att bjuda på.
Exempel på svenska knytkonferenser är Edcamp Sverige, Webcoast och den sedan 2014 nedlagda Sweden social web camp (SSWC).